# زدراوکو زدراوکوف
زدراوکو زدراوکوف (بلغاری: Здравко Здравков؛ زادهٔ ۴ اکتبر ۱۹۷۰) بازیکن فوتبال اهل بلغارستان است.
از باشگاه‌هایی که در آن بازی کرده‌است می‌توان به باشگاه فوتبال آدانااسپور، باشگاه فوتبال لیتکس لووچ، باشگاه فوتبال لفسکی صوفیه، و باشگاه فوتبال چای‌کار ریزه‌اسپور اشاره کرد.
وی همچنین در تیم ملی فوتبال بلغارستان بازی کرده‌است.